# Mariaconvent (Berg en Dal)
Het Mariaconvent is een dominicanenklooster in de Gelderse plaats Berg en Dal bij Nijmegen. Het gebouw uit 1928 is ontworpen door architect Charles Estourgie en heeft de status van gemeentelijk monument. Het klooster heette oorspronkelijk Koningsgaard en is in 1983 omgedoopt tot Mariadal en in 1996 hernoemd tot Mariaconvent.  

## Geschiedenis
De dominicanen kennen een lange geschiedenis in Nijmegen, die tot op de dag van vandaag voortduurt. Al in 1293 kregen zij van de heer van Ubbergen een kapel In de binnenstad van Nijmegen. 
Het klooster in Berg en Dal werd gesticht door een Franse zustercongregatie, de Dochters van Onze Lieve Vrouw van het Heilig Hart. Op 20 oktober 1928 werd het gebouw ingezegend en in gebruik genomen. Het kreeg de naam Koningsgaard. In 1982 verlieten de zusters het klooster nadat hun aantal sterk was afgenomen door gebrek aan aanwas en het overlijden van oudere zusters. In 1983 trokken de dominicanessen van de Heilige Rozenkrans uit Venlo in het klooster. Zij doopten het om tot Mariadal, zoals het klooster in Venlo ook heette. In 1995 verlieten de laatste monialen het klooster om in te trekken bij de Congregatie van Zusters dominicanessen van Neerbosch aan de Dennenstraat in Nijmegen.    
Aansluitend ging er een groep paters dominicanen wonen, waaronder ook theoloog Edward Schillebeeckx. Zij woonden in het grote Albertinumklooster aan de Heyendaalseweg in Nijmegen, dat werd gesloten. Na een verbouwing gaven zij het klooster de naam Mariaconvent. Het vormt de canonieke voortzetting van het huis ‘Maria Geboorte’ dat naast de Maria Geboortekerk aan de Berg en Dalseweg stond. Dit klooster werd in 1894 vanuit het dominicanenklooster aan de Broerstraat in Nijmegen gesticht.
In het complex is ook het Nederlandse vicariaat van de Orde der dominicanen gevestigd, met aan het hoofd vicaris René Dinklo.

## Architectuur
Architect Charles Estourgie was van 1904 tot 1912 verbonden aan het architectenbureau van Eduard Cuypers in Amsterdam. De invloed van de Amsterdamse School is duidelijk te herkennen in de zakelijk-expressionistische bouwstijl. Het gebouw is sober, enigszins somber van aanzien. In 1982 werd het complex gerenoveerd en onderging de kapel een grote modernisering, waardoor het gebouw een vriendelijker aanblik kreeg. Het gebouw is opgetrokken uit donkerrode baksteen. De begane grond bestaat uit een voorhuis met hoofdingang, ontvangkamer en een kapel. Het achterhuis was het slotklooster van de zusters. Beneden zijn ook de gemeenschappelijke ruimtes. Op de eerste etage zijn de cellen voor de bewoners en op de tweede verdieping zijn de werkruimtes waar voorheen de zusters werkten aan paramenten. Het gebouw had oorspronkelijk twee boogvormige portieken, waarvan er één is verloren gegaan bij de verbouwing in 1982. Het gebouw heeft een schilddak en is geheel onderkelderd. 
In de voortuin bevinden zich een Mariagrot en een klein kerkhof met kruisbeeld uit 1898, afkomstig uit het klooster van de zusters dominicanessen in Venlo. Het kruisbeeld is opgenomen in een gemetseld perk met aan weerszijden eveneens gemetselde bloembakken. Het geheel is omgeven door een gesmeed hekwerk. Deze compositie wordt toegeschreven aan Estourgie en is tevens een gemeentelijk monument. Oorspronkelijk stond hier in de plaats van het kruisbeeld een groot Christus Koningbeeld. 
Het klooster ligt op een prominente plaats aan de Oude Kleefsebaan 2-4, maar door begroeiing wordt het vrijwel volledig aan het zicht vanaf de weg onttrokken. 

## Christus Koningbeeld
In 1932 gaf de Berg en Dalse bevolking een Christus Koningbeeld cadeau aan de Franse zusters. Het beeld van de Belgische kunstenaar Egidius Everaerts werd geplaatst in de voortuin en was decennialang een markant punt bij binnenkomst in Berg en Dal. Het diende ook lange tijd als eindpunt van sacramentsprocessies vanuit Nijmegen. Toen de Venlose zusters in 1983 in het klooster trokken moest het beeld wijken voor een mariabeeld. Het werd naar de achtertuin verplaatst en raakte daarbij zwaar beschadigd. Het werd daarop in de tuin begraven. Nadat het weer was opgegraven en een tijd in een hoek in de tuin had gestaan, schonken de dominicanen het beeld, 75 jaar na dato, terug aan de bevolking van Berg en Dal. Het kreeg een plaats bij de naar de zusters vernoemde Onze Lieve Vrouwe van het Heilig Hart-Kerk aan de Oude Kleefsebaan.  Het werd 23 november 2008 onthuld, op het feest van Christus Koning.

## Fotogalerij

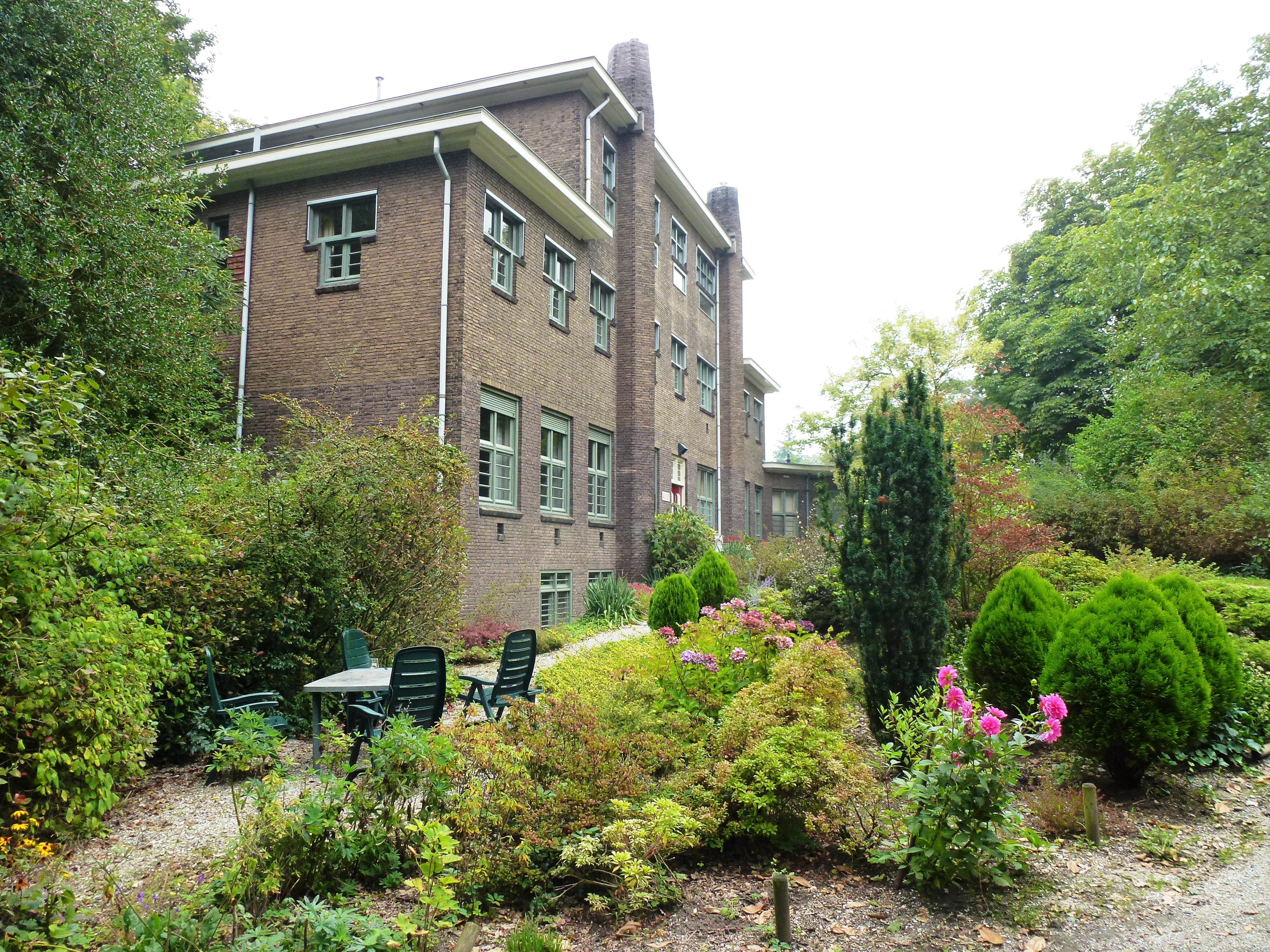
Tuin
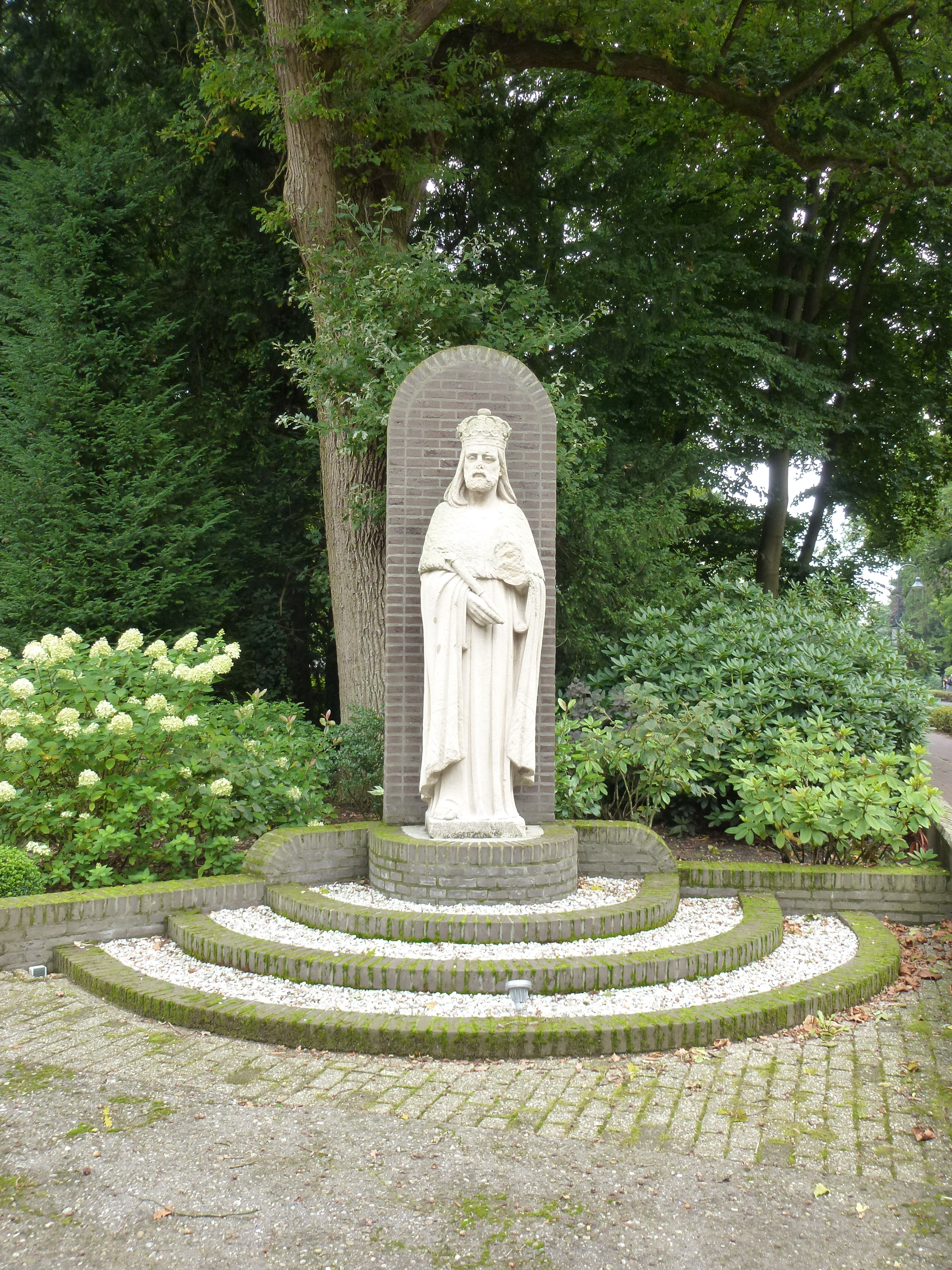
Christus koningbeeld na herplaatsing bij de kerk aan de Oude Kleefsebaan.
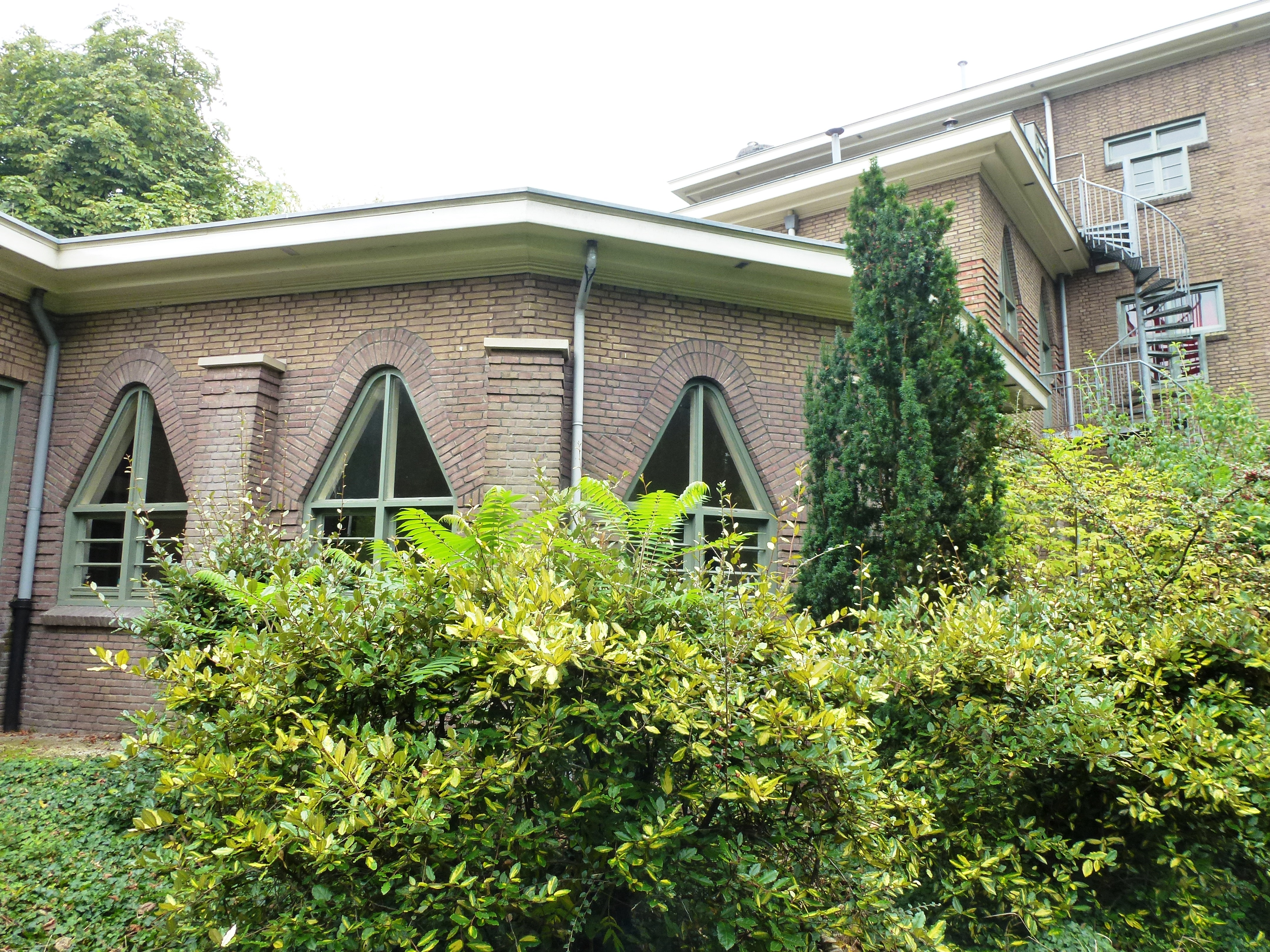
Detail raampartij